# جینگ تیان
جینگ تیان (به چینی: 景甜، زادهٔ ۲۱ ژوئیهٔ ۱۹۸۸) یک هنرپیشه اهل چین است او از آکادمی رقص پکن و آکادمی فیلم پکن فارغ‌التحصیل شد. او برای راتن و نقش‌هایش در فیلم‌های حماسی جنگی عصر دولت‌های جنگ‌طلب (۲۰۱۱) و فیلم‌های اکشن شناسهٔ ویژه و داستان پلیس ۲۰۱۳ (هر دو در سال ۲۰۱۳) شناخته می‌شود. او در سه فیلم لجندری پیکچرز، دیوار بزرگ (۲۰۱۶)، کونگ: جزیره جمجمه (۲۰۱۷) و حاشیه اقیانوس آرام: طغیان (۲۰۱۸) نقش‌های برجسته ای داشته‌است. او همچنین به‌خاطر نقش‌هایش در درام‌های تاریخی افسانه بان شو (۲۰۱۵)، شکوه سلسله تانگ (۲۰۱۷) و درام تعلیق فانتزی خیزران شناخته می‌شود.

### حرفه
جینگ اولین بازیگری خود را در فیلم آناکوندا ترسیده در سال ۲۰۰۸ انجام داد اولین سریال تلویزیونی او درام دوره‌ای حماسه یک زن بود. در سال ۲۰۰۹، او به عنوان نقش اصلی در درام تاریخی بیوگرافی سان تسو انتخاب شد که در سال ۲۰۱۳ پخش شد در سال ۲۰۱۰، جینگ برای بازی خود در درام کمدی عاشقانه، رئیس خوشگل من، مورد توجه قرار گرفت در سال ۲۰۱۱، او برای بازی در فیلم جنگی تاریخی عصر دولت‌های جنگ‌طلب به شهرت رسید چند نقش اصلی در فیلم‌های پرمخاطب دنبال شد. مانند فیلم‌های اکشن شناسه ویژه و داستان پلیس ۲۰۱۳ (هر دو در سال ۲۰۱۳) و فیلم قمار از وگاس تا ماکائو (۲۰۱۴) در سال ۲۰۱۵، جینگ در درام عاشقانه تاریخی افسانه‌بان شو، نقش اصلی را در کنار ژانگ ژهان بازی کرد در همان سال، او نقش همنام را در درام داستانی تاریخی افسانه شیائو ژوانگ بازی کرد در سال ۲۰۱۶، جینگ به عنوان نقش اول زن در فیلم حماسی جنگی ژانگ ییمو، دیوار بزرگ، بازی کرد به دلیل شناخت، جینگ در فیلم‌های هالیوودی کونگ: جزیره جمجمه (۲۰۱۷) و حاشیهٔ اقیانوس آرام: طغیان (۲۰۱۸) انتخاب شد در سال ۲۰۱۷، جینگ در درام داستانی تاریخی شکوه سلطان تانگ در کنار رن جیالون نقش شن ژنژو را بازی کرد این درام موفقیت‌آمیز بود و جینگ نقدهای مثبتی را برای بازی‌اش به دست آورد در سال ۲۰۱۸، جینگ در کنار چن بولین در درام فانتزی پادشاه بلیز، بر اساس مجموعه مانگایی به همین نام، بازی کرد در سال ۲۰۱۹، جینگ در درام عاشقانه سفر جاده ای سفر عشق در کنار چن شیائو بازی کرد در سال ۲۰۲۱، او نقش سی تنگ را در درام پرحاشیه فانتزی خیزران بازی کرد…